# NGC 1085
NGC 1085 (również PGC 10498 lub UGC 2241) – galaktyka spiralna (Sbc), znajdująca się w gwiazdozbiorze Wieloryba. Odkrył ją Heinrich Louis d’Arrest 26 września 1865 roku.
W galaktyce tej zaobserwowano supernową SN 2003hk.